# Ca n'Aragall
Ca n'Aragall és una masia del municipi de Corbera de Llobregat (Baix Llobregat) inclosa en l'Inventari del Patrimoni Arquitectònic de Catalunya.

## Descripció
En el vessant de Corbera orientada al Sud-oest, damunt un terraplè protegit per un mur de contenció elevat, està situada la masia senyorial, que té tres plantes, una torratxa i l'annex de la masoveria que forma un conjunt tancat amb portal cobert de teulada o ràfec amb suports de fusta.
L'edifici principal, si bé reformat, conserva dues plantes de l'antiga casa. A la torratxa hi ha quatre balcons de ferro forjat que foren adquirits a D. Balagué procedents d'una obra feta a Pedralbes. L'interior, excepte el sostre de caràcter propi, ha estat transformat.

## Història
Les primeres notícies de la masia daten del s. XV, amb el llinatge Aragall, que es conserva fins al 1895 en què Miquel Aragall i Esteve ven la finca a Josep Rifà.
Les obres d'addició de la galeria i el segon pis, com les de la torratxa, corresponen al darrer període, a partir de l'any 1941, en què adquiriren la casa i la finca els actuals propietaris.